# レンスター・ハウス
レンスター・ハウス、または議会議事堂（ぎかいぎじどう、愛: Tigh Laighean、英: Leinster House）は、アイルランドの首都ダブリンに位置する国民議会（ウラクタス）の議事堂。
レンスター・ハウスはリンスター公爵によって公爵宮殿として建設された。1922年以降、同宮殿はアイルランド自由国政府（のちアイルランド政府）に接収され、主に国民議会（ウラクタス）の議事堂として活用されている。

## 公爵邸
1922年からは、近代アイルランド国家の前身であるアイルランド自由国の国会議事堂として機能していたが、それ以前はダブリン王立協会（RDS）の本部として機能していた。RDSのダブリン・スプリング・ショーとダブリン・ホース・ショーは、メリオン広場に面したレンスター芝地で開催された。この建物は、国民議会（ウラクタス）の2つの議院である下院（ドイル・エアラン）と上院（シャナズ・エアラン）が集まる場所であることから、「レンスター・ハウス」という言葉はアイルランドの政治活動の換喩となっている。

## 議会
何世紀にもわたってアイルランドの議会は数々の場所で開かれてきた。そのひとつがダブリン大学のトリニティ・カレッジに隣接するカレッジ・グリーンにある「アイルランド議会議事堂」である。中世の議会は、庶民院と貴族院の2つの議院で構成されていた。アイルランドの上級貴族であるキルデア伯爵は、貴族院の議席を持っていた。当時の他の貴族と同様に、ソーシャル・シーズンと議会期間中は、キルデア伯爵とその一家はダブリンの邸宅に滞在していた。それ以外の期間は、ダブリンにあるブラックロックのフレスカティ邸をはじめとする多くの田舎の邸宅を利用していた。

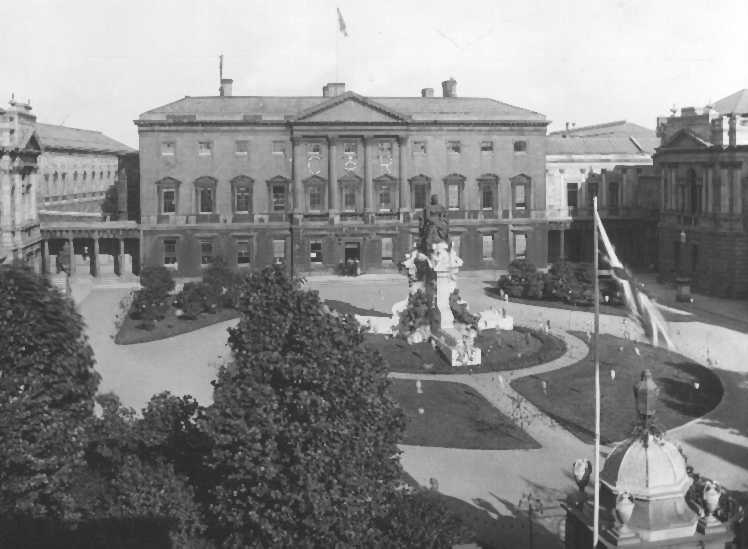
1911年のレンスター・ハウス

18世紀後半からは、レンスター・ハウス（当時はキルデア・ハウスと呼ばれていた）がダブリン伯爵の公邸として使われていた。1745年から1748年にかけて、キルデア伯爵ジェームズ・フィッツジェラルドによって初めて建設されたとき、貴族の邸宅の中心地であるラトランド広場（現在のパーネル広場）やマウントジョイ広場からは遠く離れた、ダブリンの南側の孤立した場所に位置していた。その後数の10年間、メリオン広場とフィッツウィリアム広場は貴族の住居の主要な場所となり、北側の多くの住居は売却された（その後、多くの住居は劣化し、スラム街になった）。建物自体は、建築家のリチャード・カッセルズの設計によるものである。

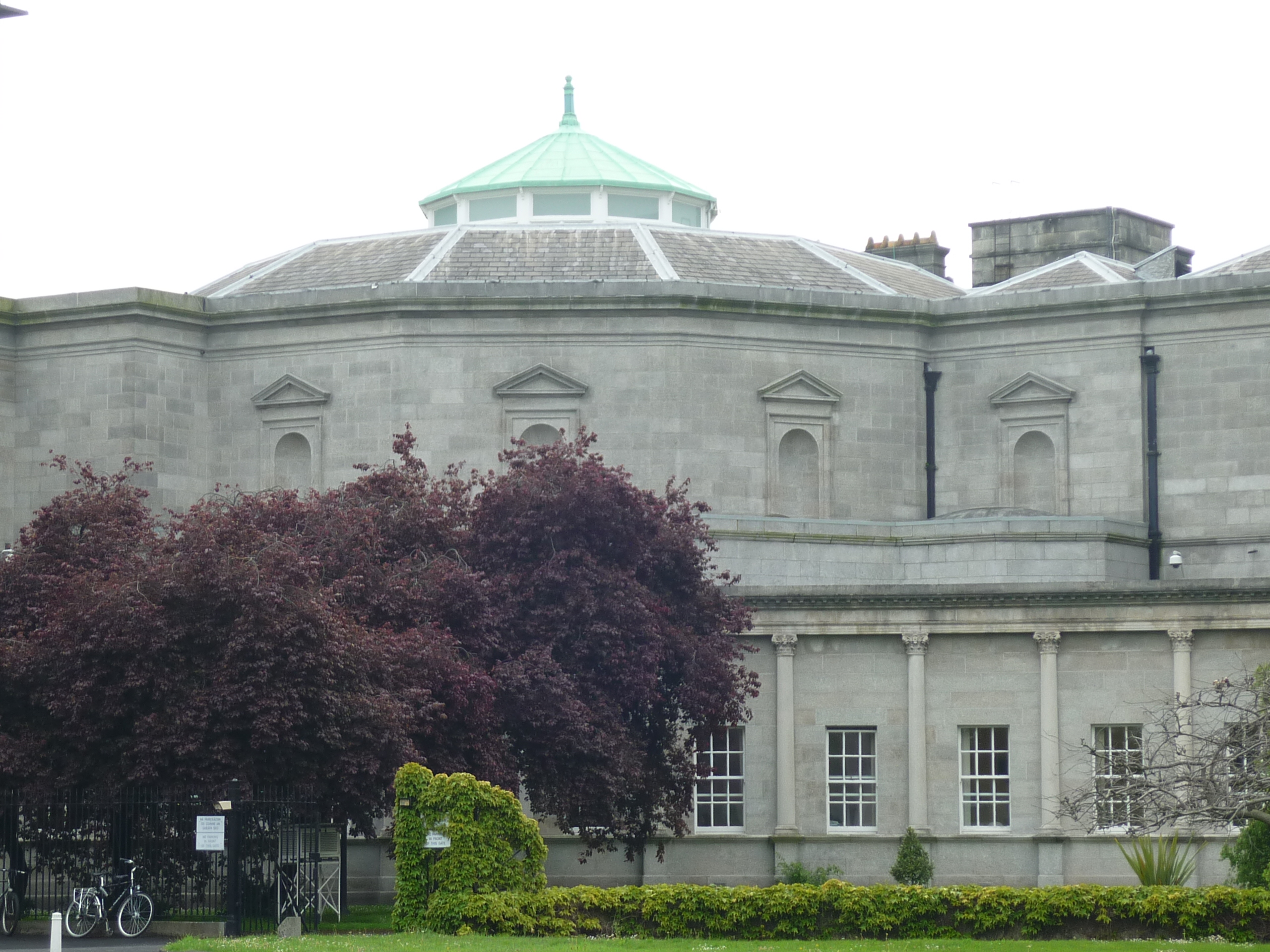
ヴィクトリア朝時代の増築

ダブリンの貴族の邸宅の歴史の中で、その大きさと地位の高さで、キルデア・ハウスに匹敵する邸宅は他になかった。1766年に伯爵が初代レンスター公爵に叙爵されると、ダブリンの邸宅はレンスター・ハウスと改名された。その1階と2階は、アイルランド人建築家のジェームズ・ホーバンによってホワイトハウスの床のモデルとして使用され、ハウス自体は石抜きのホワイトハウスの外観のモデルになっていた。
レンスター・ハウスに時折住んでいた一族の一人であるエドワード・フィッツジェラルド卿は、1798年の反乱の際にアイルランドのナショナリズムに巻き込まれ死亡した。1800年の合同法の成立により、アイルランドは独自の議会を持たなくなった。貴族議会がないため、ダブリンに来なくなった貴族が増え、邸宅を売り払い、多くの場合、ロンドンに邸宅を購入して、新しい統一議会が開かれる場所に移動した。

## RDS本部（1815年 - 1922年）
1815年に第3代レンスター公爵が、ダブリン王立協会に売却した。1853年には、大産業展示会がその敷地内で開催された。

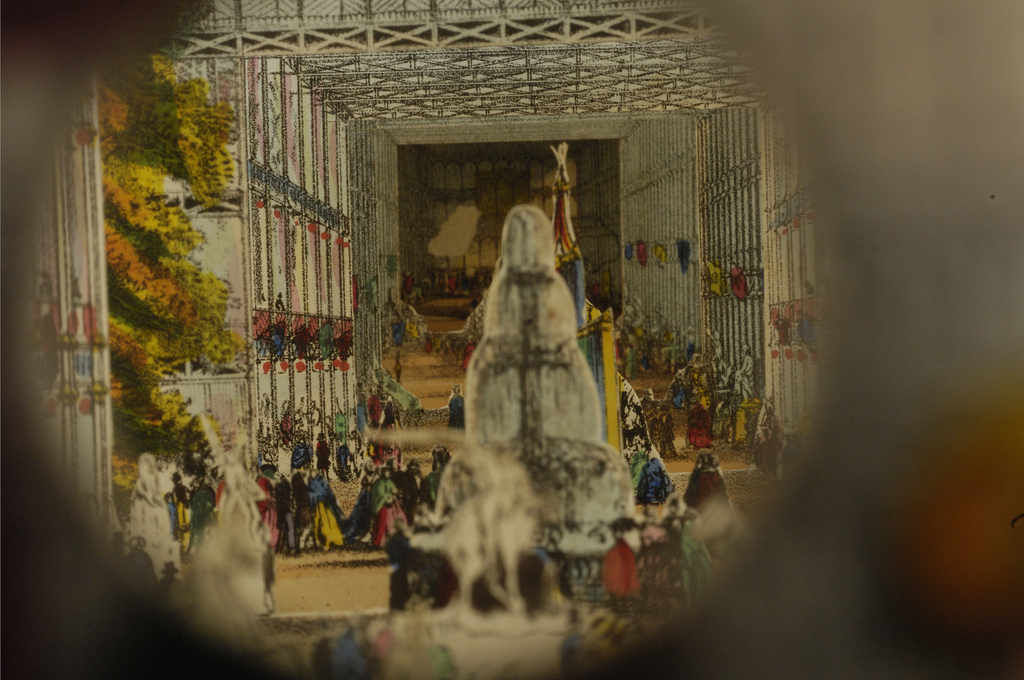
大産業展示会(1853)の広告小冊子(ポップアップ・ブック)

19世紀末には、アイルランド国立図書館とアイルランド国立博物館を収容するために、新たに2つの棟が追加された。自然史博物館は敷地内に建設された。この計画の一部では、より魅力的なポートランド石で再被覆し、ポルチコを外側に拡張することが予定されていたが、実施されなかった。

## 国民議会（1922年 - ）

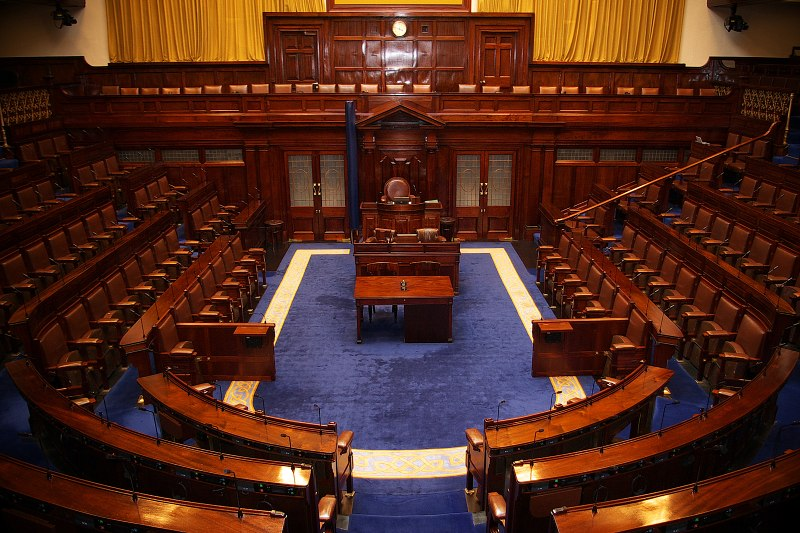
ドイル・エアランの議場

1921年の英愛条約に基づき、アイルランド自由国が建国されると、当時の首相であったウィリアム・コスグレイヴは3箇所の候補の中から、このレンスター・ハウスに国民議会（ウラクタス）を開くことにした。

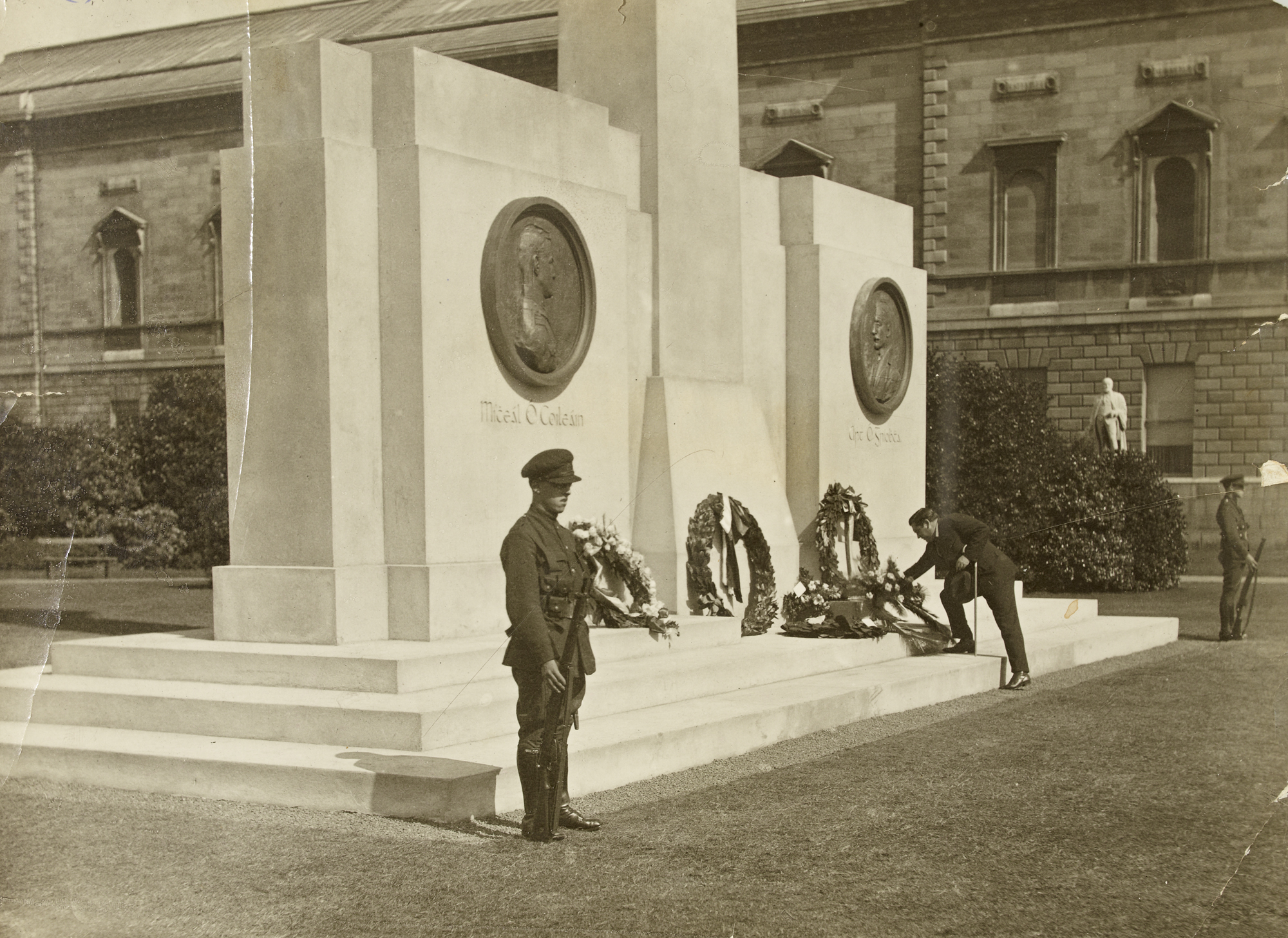
レンスター芝地にあるマイケル・コリンズとアーサー・グリフィスの記念碑（1923年に展示、1939年に撤去）

1924年、財政的な制約により、王立病院を国会議事堂にする計画は断念された。公爵の古い舞踏室には新しい上院（シャナズ）会議室が設けられ、隣接するロイヤル・カレッジ・オブ・サイエンスの翼は政府庁舎として使用された。それまでにユニバーシティ・カレッジ・ダブリン（アイルランド国立大学ダブリン校）と合併していたロイヤル・カレッジ・オブ・サイエンス全体は、その後1990年に引き継がれ、芸術的な政府庁舎として使用されるようになった。レンスター・ハウスに隣接する国立図書館と国立博物館の両翼は、現在も図書館と博物館として使用されており、国会議事堂には付属していない。その後、新しい国会議事堂の建設が計画されたが（フェニックス・パークやカスタム・ハウスなどが候補地として検討された）、ウラクタスはレンスター・ハウスの中に永久に存在している。
アイルランド自由国憲法の下、ウラクタスは立法機関として活動した。1937年憲法施行や1949年の共和制宣言以降もこれは変わらない。
それ以来、多くの増築が行われ、最近では2000年に166名のドイル・エアラン（下院）議員（TD）、60名のシャナズ・エアラン（上院）議員、報道関係者や事務員に対応するため、拡張工事が進められた。これまでに、米大統領のジョン・F・ケネディ、ロナルド・レーガン、ビル・クリントン、英首相のトニー・ブレア、豪首相のボブ・ホーク、ポール・キーティング、ジョン・ハワード、仏大統領のフランソワ・ミッテランなど、世界の指導者らがウラクタスの合同会議で演説を行った。

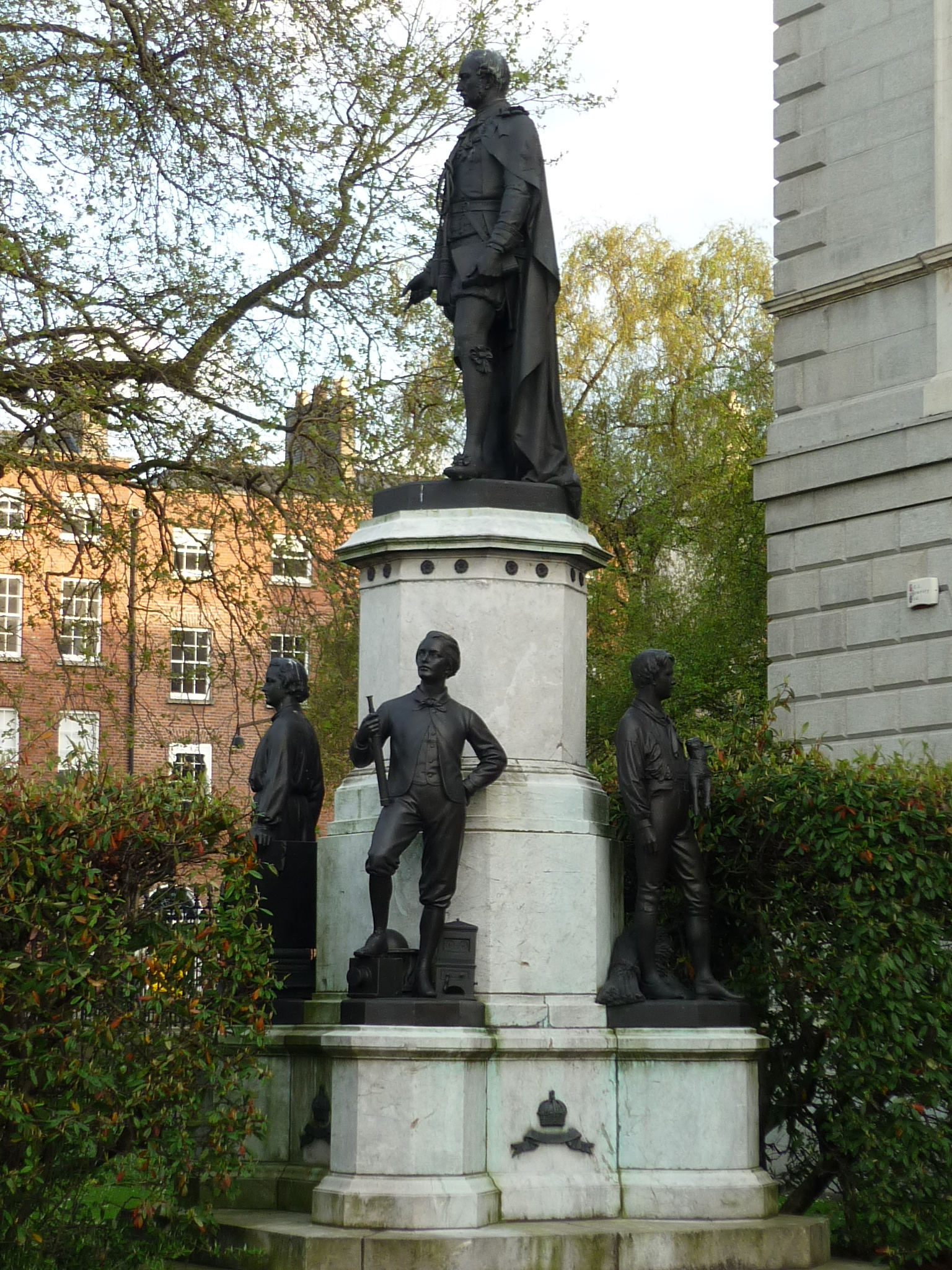
アルバート公の像

レンスター・ハウス周辺には、多くの記念碑が立っている、もしくは立っていた。キルデア通りの間口には、1908年にエドワード7世によって初めて披露された、ジョン・ヒューズ作の大きな座ったままのブロンズ像であるヴィクトリア女王の像があった。イギリスの女王がアイルランド議会を見下ろすのは不適切であると考えられ、1948年に共和国宣言に向けたアイルランド国家の動きの一環として、王立病院キルメイナムに移設された。1987年、オーストラリアのシドニーにあるクイーン・ヴィクトリア・ビルディングの前に再設置された。メリオン広場側の庭の正面には、アイルランド独立に携わった3名、1922年に死亡したアーサー・グリフィス、1922年に反条約勢力の待ち伏せで射殺されたマイケル・コリンズ、1927年に暗殺された暫定政府の議長で執行評議会の副議長（副首相）であったケヴィン・オイギンスを記念する大きな三角形のモニュメントが立っている。もうひとつの像は、1850年代にアイルランド博覧会をレンスター芝地で開催したヴィクトリア女王の夫アルバートを記念したものである。

## レンスター・ハウスをモデルにした建物
- アメリカ合衆国：ホワイトハウス（ワシントンD.C.）
- アメリカ合衆国：チャールストン郡庁舎（サウスカロライナ州）